# Randall (Minnesota)
Randall és una població dels Estats Units a l'estat de Minnesota. Segons el cens del 2000 tenia 535 habitants.

## Demografia
Segons el cens del 2000, Randall tenia 535 habitants, 217 habitatges, i 144 famílies. La densitat de població era de 99,3 habitants per km².
Dels 217 habitatges en un 30,4% hi vivien nens de menys de 18 anys, en un 53% hi vivien parelles casades, en un 7,8% dones solteres, i en un 33,2% no eren unitats familiars. En el 30% dels habitatges hi vivien persones soles el 18% de les quals corresponia a persones de 65 anys o més que vivien soles. El nombre mitjà de persones vivint en cada habitatge era de 2,47 i el nombre mitjà de persones que vivien en cada família era de 3,05.
Per edats la població es repartia de la següent manera: un 27,3% tenia menys de 18 anys, un 8% entre 18 i 24, un 28,2% entre 25 i 44, un 19,4% de 45 a 60 i un 17% 65 anys o més.
L'edat mediana era de 36 anys. Per cada 100 dones de 18 o més anys hi havia 108 homes.
La renda mediana per habitatge era de 35.000 $ i la renda mediana per família de 40.750 $. Els homes tenien una renda mediana de 31.000 $ mentre que les dones 21.058 $. La renda per capita de la població era de 15.792 $. Entorn del 16,2% de les famílies i el 15,2% de la població estaven per davall del llindar de pobresa.

## Poblacions més properes
El següent diagrama mostra les poblacions més properes.